# Бенъуа
Окръг Бѐнъуа (на английски: Benewah County, буквени символи за произношение  Архив на оригинала от 2018-12-26 в Wayback Machine.) е окръг в щата Айдахо, Съединени американски щати. Площ 2031 km² (0,94% от площта на щата, 30-о място по големина). Население – 9184 души (2017), гъстота 4,52 души/km². Административен център град Сейнт Мерис.
Окръгът е разположен в северната част на щата. На запад граничи с щата Вашингтон, а на север, изток и юг съответно с окръзите Кутенаи, Шошони и Лата. Релефът е планински, зает от северозападните склонове на хребета Битеррут, част от Скалистите планини. Максимална височина връх Бенева 6180 f (1883 m), издигащ се в североизточната му част, на границата с окръг Кутенаи. От изток на северозапад, в т.ч. и през административния център Сейнт Мерис преминава част от горното течение на река Спокейн (ляв приток на Колумбия), като на територията на окръга попада „опашката“ на язовира Кор Дълейн изграден на нея.
Най-голям град в окръга е административният център Сейнт Мерис 2402 души (2010 г.), втори по големина е град Плъмър 1044 души (2010 г.), а трети – Тенсед 123 души (2010 г).
През окръга от юг на север на протежение от 25,5 мили (41,3 km), преминава участък от Междущатско шосе .
Окръгът е образуван на 23 януари 1915 г., като е отделен от южната част на окръг Кутенаи. Почти половината от територията на окръга (западната и северозападна част) попада в индианския резелват „Кор Дълейн“.